# 오일러 수
수론에서 오일러 수(영어: Euler numbers)는 정수열의 종류 중 하나다. 레온하르트 오일러의 이름을 땄다. (OEIS의 수열 A028296)

## 정의
오일러 수 {\displaystyle E_{n}}은 다음과 같이 정의된다.
{\displaystyle {\frac {1}{\cosh t}}={\frac {2}{e^{t}+e^{-t}}}=\sum _{n=0}^{\infty }{\frac {E_{n}t^{n}}{n!}}}
일부 저자들은 {\displaystyle E_{n}^{*}=(-1)^{n}E_{2n}}을 대신 오일러 수라고 부르기도 한다. 이렇게 하면 양의 정수로만 이루어진 수열을 얻는다. (OEIS의 수열 A000364)

## 성질
홀수 차수의 오일러 수 {\displaystyle E_{2n+1}}은 모두 0이다. {\displaystyle E_{4n}}의 꼴은 모두 양의 정수이고, {\displaystyle E_{4n+2}}의 꼴은 모두 음의 정수다.

## 표
| n  | En                 |
| -- | ------------------ |
| 0  | 1                  |
| 2  | −1                 |
| 4  | 5                  |
| 6  | −61                |
| 8  | 1385               |
| 10 | −50 521            |
| 12 | 2 702 765          |
| 14 | −199 360 981       |
| 16 | 19 391 512 145     |
| 18 | −2 404 879 675 441 |

## 참고 문헌
- 김태균; 장이채 (2007). “수학사적 관점에서 오일러 및 베르누이 수와 리만 제타함수에 관한 탐구”. 《한국수학사학회지》 20 (4): 71–84. ISSN 1226-931X.

## 같이 보기
- 베르누이 수